# 빌보드 소셜 50

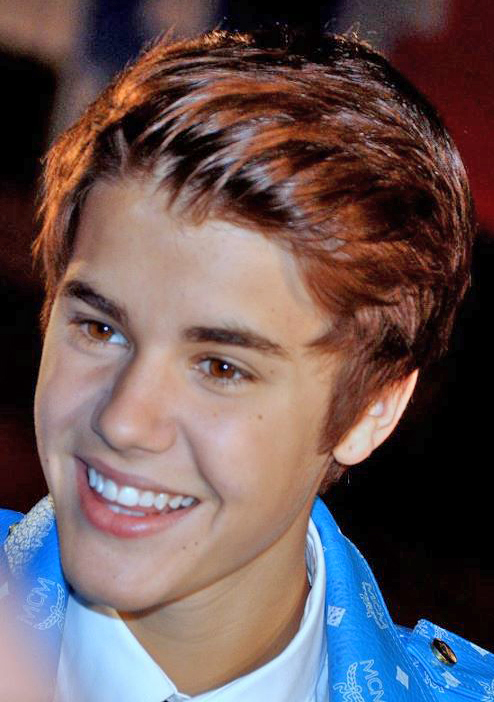
저스틴 비버는 빌보드 소셜 50 (Billboard Social 50)에서 최다 기간 진입을 하였으며, 총 164회로 1년 내내 1위를 유지한 첫 번째 아티스트다.

빌보드 소셜 50(Billboard Social 50)은 세계 유수의 소셜 네트워크 서비스에서 가장 활동적인 음악 아티스트를 선정하는 인기 차트이다. 빌보드 매거진에 의해 출판 되고 넥스트 빅 사운드 (Next Big Sound)가 편집 한 이 데이터는 아티스트 웹 사이트 뷰 및 스트리밍 미디어와 함께 각 아티스트의 주간 앨범, 친구, 팬 및 팔로워의 수를 합산 한다. "빌보드'"의 전 편집 책임자인 빌 워드는 소셜 50에 관해 잡지의 진화에 따른 "또 다른 단계"와 "변화하는 시대에 대한 중요한 반응"이라고 말했다. 이 차트는 처음에는 유튜브, Vevo, 페이스북, 트위터, 마이스페이스 및 iLike에서 데이터를 검색하여 순위를 만들었지만 2012년 11월에는 사운드클라우드와 인스타그램을 포함하도록 확장되었다. 2015년 6월에 바인 및 텀블러의 데이터가 차트에 추가 되었다.
빌보드 소셜 50(Billboard Social 50)은 2010년 12월 11일에 출시되었다. 차트에서 1위를 차지한 최초의 아티스트는 이제 세계적으로 유명한 가수가 된 리한나였다. 데뷔 후 차트 상단에 총 21 주간 진입했다. 캐나다 가수 저스틴 비버는 총 164 번째를 1위를 기록하며 가장 많은 진입을 기록했다.   2016년 10월, 대한민국의 보이 그룹 방탄소년단이 소셜 50 차트에서 첫 1위를 차지하여 싸이 이후 두 번째로 K-pop 가수로서 차트에서 1위를 차지했다. 그들은 이제 저스틴 비버 다음으로 역대 2 번째로, 총 64 번째 1위를 기록하게 되었다. 미국의 싱어 송 라이터 테일러 스위프트는 총 28 번째 1위를 기록했다. 2020년 2월 4일 빌보드 소셜 50(Billboard Social 50)은 그동안 저스틴 비버가 가지고 있던 163주 동안의 1위 기록을 제치고 방탄소년단이 통산 164번째 최장기 1위를 차지하며 사상 최다 기록을 돌파했다.

## 1위를 기록한 아티스트들

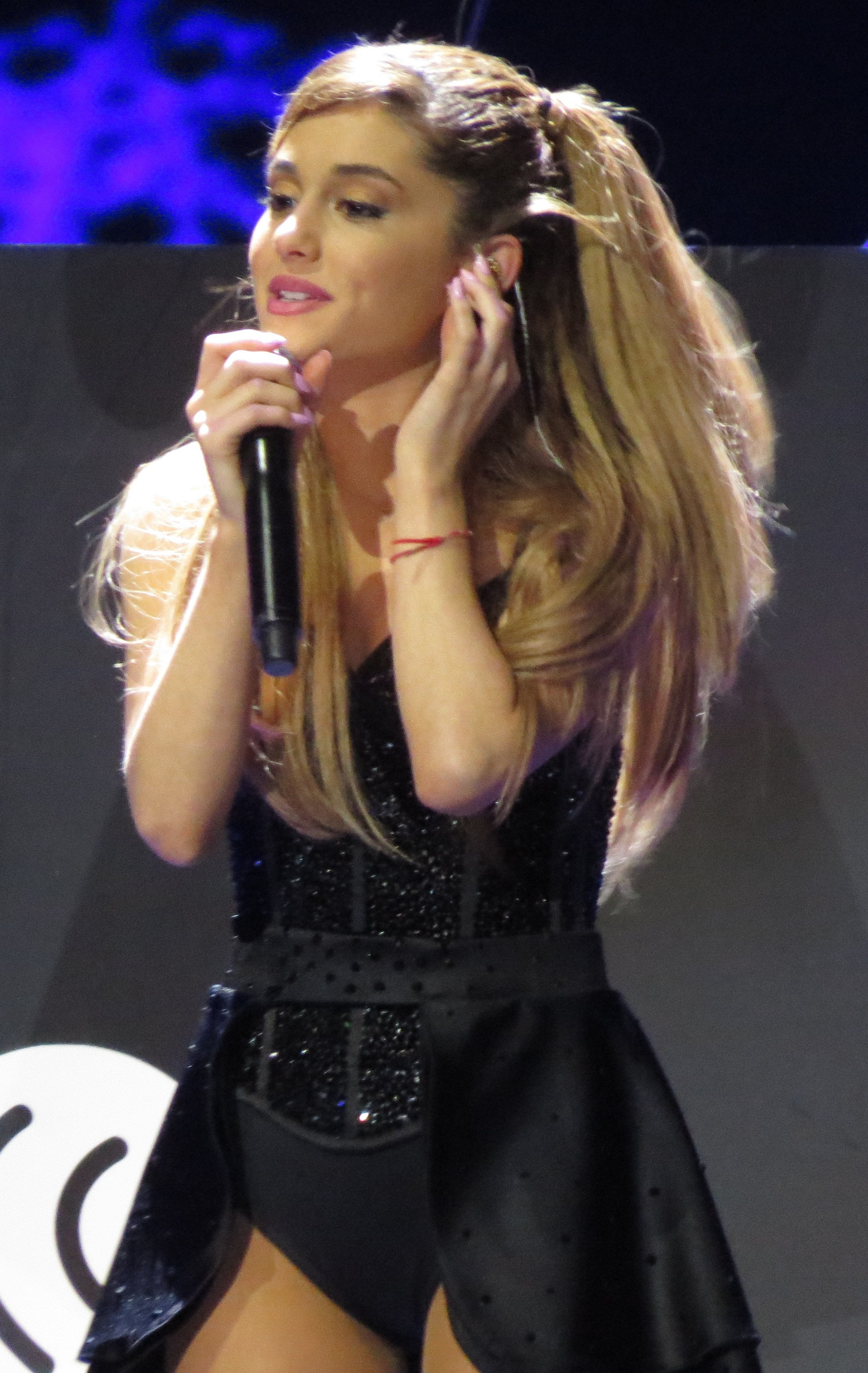
아리아나 그란데 빌보드 소셜 50에서 18주 동안 1위를 지켰다.

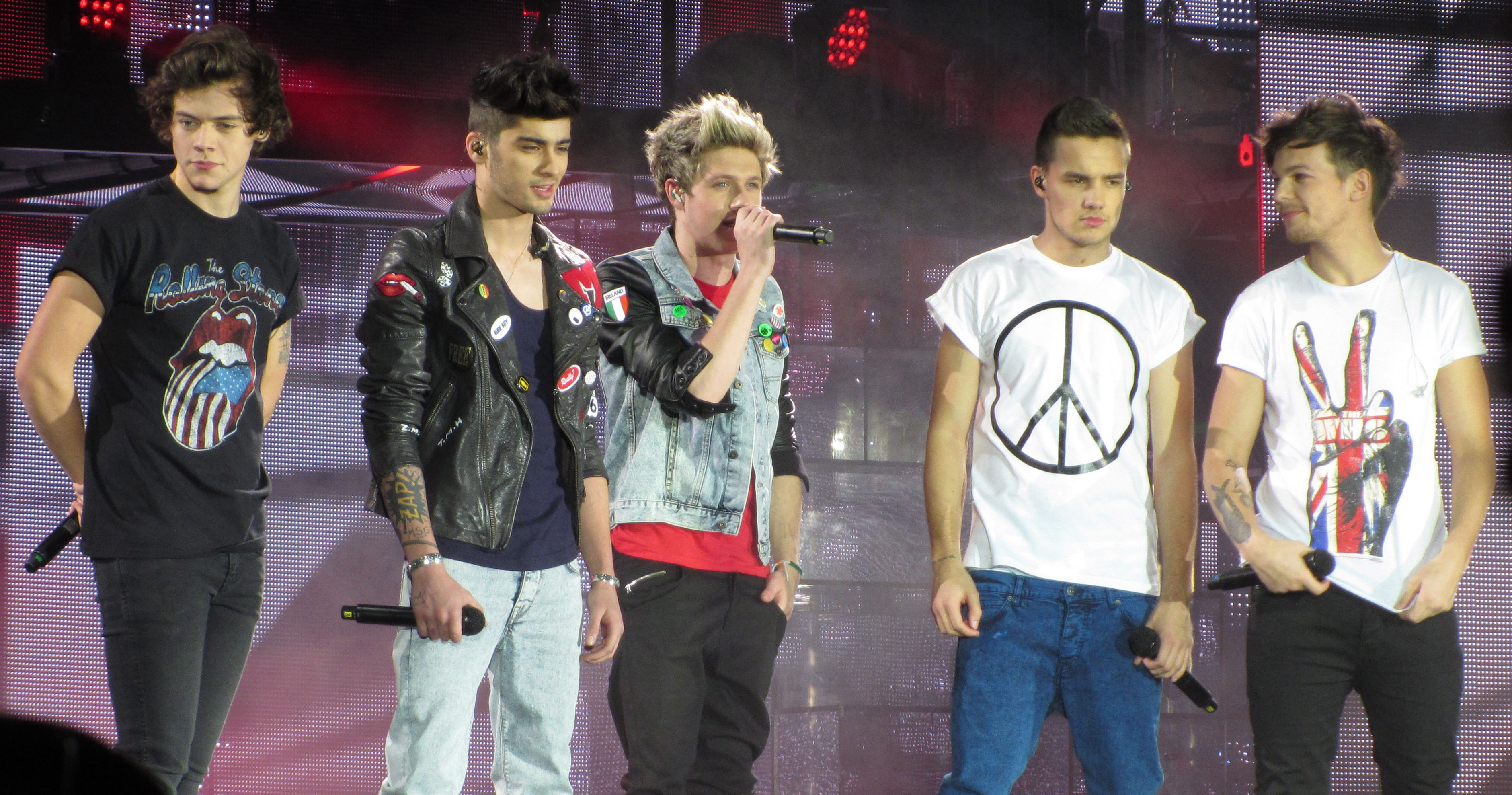
원 디렉션 빌보드 소셜 50에서 8주 동안 1위를 지켰다.

| No. | 빌보드 소셜 50 1위에 처음 오른 아티스트 |
| re  | 1위 자리에 다시 오른 아티스트           |

| No. | 아티스트          | 날짜             | 주간 1위 | 출처.     |
| --- | ----------------- | ---------------- | -------- | --------- |
| 1   | 리한나            | 2010년 12월 11일 | 1        | [ # 1 ]   |
| 2   | 블랙 아이드 피스  | 2010년 12월 18일 | 2        | [ # 2 ]   |
| re  | 리한나            | 2011년 1월 1일   | 3        | [ # 3 ]   |
| 3   | 저스틴 비버       | 2011년 1월 22일  | 4        | [ # 4 ]   |
| re  | 리한나            | 2011년 2월 19일  | 1        | [ # 5 ]   |
| 4   | 레이디 가가       | 2011년 2월 26일  | 1        | [ # 6 ]   |
| re  | 저스틴 비버       | 2011년 3월 5일   | 2        | [ # 7 ]   |
| re  | 레이디 가가       | 2011년 3월 19일  | 5        | [ # 8 ]   |
| re  | 저스틴 비버       | 2011년 4월 23일  | 4        | [ # 9 ]   |
| re  | 레이디 가가       | 2011년 5월 21일  | 5        | [ # 10 ]  |
| re  | 저스틴 비버       | 2011년 6월 25일  | 3        | [ # 11 ]  |
| 5   | 셀레나 고메즈     | 2011년 7월 16일  | 1        | [ # 12 ]  |
| re  | 저스틴 비버       | 2011년 7월 23일  | 1        | [ # 13 ]  |
| re  | 리한나            | 2011년 7월 30일  | 1        | [ # 14 ]  |
| re  | 저스틴 비버       | 2011년 8월 6일   | 24       | [ # 15 ]  |
| 6   | 아델              | 2012년 1월 21일  | 11       | [ # 16 ]  |
| re  | 리한나            | 2012년 4월 7일   | 1        | [ # 17 ]  |
| re  | 저스틴 비버       | 2012년 4월 14일  | 7        | [ # 18 ]  |
| re  | 리한나            | 2012년 6월 2일   | 5        | [ # 19 ]  |
| 7   | 케이티 페리       | 2012년 7월 7일   | 1        | [ # 20 ]  |
| re  | 리한나            | 2012년 7월 14일  | 2        | [ # 21 ]  |
| 8   | 스크릴렉스        | 2012년 7월 28일  | 1        | [ # 22 ]  |
| re  | 리한나            | 2012년 8월 4일   | 1        | [ # 23 ]  |
| re  | 저스틴 비버       | 2012년 8월 11일  | 2        | [ # 24 ]  |
| re  | 리한나            | 2012년 8월 25일  | 1        | [ # 25 ]  |
| 9   | 테일러 스위프트   | 2012년 9월 1일   | 1        | [ # 26 ]  |
| 10  | 싸이              | 2012년 9월 8일   | 10       | [ # 27 ]  |
| 11  | 원 디렉션         | 2012년 11월 17일 | 1        | [ # 28 ]  |
| re  | 저스틴 비버       | 2012년 11월 24일 | 1        | [ # 29 ]  |
| re  | 원 디렉션         | 2012년 12월 1일  | 1        | [ # 30 ]  |
| re  | 리한나            | 2012년 12월 8일  | 2        | [ # 31 ]  |
| re  | 저스틴 비버       | 2012년 12월 22일 | 1        | [ # 32 ]  |
| 12  | 제니 리베라       | 2012년 12월 29일 | 1        | [ # 33 ]  |
| re  | 저스틴 비버       | 2013년 1월 5일   | 5        | [ # 34 ]  |
| 13  | 샤키라            | 2013년 2월 9일   | 1        | [ # 35 ]  |
| 14  | 비욘세            | 2013년 2월 16일  | 2        | [ # 36 ]  |
| re  | 리한나            | 2013년 3월 2일   | 2        | [ # 37 ]  |
| re  | 저스틴 비버       | 2013년 3월 16일  | 3        | [ # 38 ]  |
| 15  | 저스틴 팀버레이크 | 2013년 4월 6일   | 1        | [ # 39 ]  |
| re  | 저스틴 비버       | 2013년 4월 13일  | 1        | [ # 40 ]  |
| re  | 테일러 스위프트   | 2013년 4월 20일  | 1        | [ # 41 ]  |
| re  | 리한나            | 2013년 4월 27일  | 1        | [ # 42 ]  |
| re  | 싸이              | 2013년 5월 4일   | 1        | [ # 43 ]  |
| re  | 저스틴 비버       | 2013년 5월 11일  | 8        | [ # 44 ]  |
| re  | 원 디렉션         | 2013년 7월 6일   | 1        | [ # 45 ]  |
| re  | 저스틴 비버       | 2013년 7월 13일  | 5        | [ # 46 ]  |
| re  | 원 디렉션         | 2013년 8월 10일  | 2        | [ # 47 ]  |
| re  | 저스틴 비버       | 2013년 8월 24일  | 1        | [ # 48 ]  |
| re  | 원 디렉션         | 2013년 8월 31일  | 3        | [ # 49 ]  |
| re  | 케이티 페리       | 2013년 9월 21일  | 1        | [ # 50 ]  |
| 16  | 마일리 사일러스   | 2013년 9월 28일  | 6        | [ # 51 ]  |
| re  | 케이티 페리       | 2013년 11월 9일  | 1        | [ # 52 ]  |
| re  | 마일리 사일러스   | 2013년 11월 16일 | 6        | [ # 53 ]  |
| re  | 비욘세            | 2013년 12월 28일 | 1        | [ # 54 ]  |
| re  | 저스틴 비버       | 2014년 1월 4일   | 1        | [ # 55 ]  |
| re  | 마일리 사일러스   | 2014년 1월 11일  | 4        | [ # 56 ]  |
| re  | 샤키라            | 2014년 2월 8일   | 6        | [ # 57 ]  |
| re  | 저스틴 비버       | 2014년 3월 22일  | 17       | [ # 58 ]  |
| re  | 마일리 사일러스   | 2014년 7월 19일  | 1        | [ # 59 ]  |
| re  | 저스틴 비버       | 2014년 7월 26일  | 8        | [ # 60 ]  |
| re  | 마일리 사일러스   | 2014년 9월 20일  | 1        | [ # 61 ]  |
| re  | 저스틴 비버       | 2014년 9월 27일  | 2        | [ # 62 ]  |
| re  | 마일리 사일러스   | 2014년 10월 11일 | 3        | [ # 63 ]  |
| re  | 저스틴 비버       | 2014년 11월 1일  | 1        | [ # 64 ]  |
| re  | 셀레나 고메즈     | 2014년 11월 8일  | 1        | [ # 65 ]  |
| re  | 저스틴 비버       | 2014년 11월 15일 | 1        | [ # 66 ]  |
| 17  | 아리아나 그란데   | 2014년 11월 22일 | 1        | [ # 67 ]  |
| re  | 저스틴 비버       | 2014년 11월 29일 | 1        | [ # 68 ]  |
| re  | 아리아나 그란데   | 2014년 12월 6일  | 3        | [ # 69 ]  |
| re  | 테일러 스위프트   | 2014년 12월 27일 | 8        | [ # 70 ]  |
| re  | 아리아나 그란데   | 2015년 2월 21일  | 1        | [ # 71 ]  |
| re  | 테일러 스위프트   | 2015년 2월 28일  | 9        | [ # 72 ]  |
| re  | 아리아나 그란데   | 2015년 5월 2일   | 1        | [ # 73 ]  |
| re  | 테일러 스위프트   | 2015년 5월 9일   | 6        | [ # 74 ]  |
| re  | 아리아나 그란데   | 2015년 6월 20일  | 1        | [ # 75 ]  |
| re  | 테일러 스위프트   | 2015년 6월 27일  | 1        | [ # 76 ]  |
| re  | 저스틴 비버       | 2015년 7월 4일   | 1        | [ # 77 ]  |
| re  | 테일러 스위프트   | 2015년 7월 11일  | 2        | [ # 78 ]  |
| re  | 저스틴 비버       | 2015년 7월 25일  | 56       | [ # 79 ]  |
| re  | 아리아나 그란데   | 2016년 8월 20일  | 1        | [ # 80 ]  |
| re  | 저스틴 비버       | 2016년 8월 27일  | 1        | [ # 81 ]  |
| re  | 아리아나 그란데   | 2016년 9월 3일   | 4        | [ # 82 ]  |
| 18  | 숀 멘데스         | 2016년 10월 1일  | 2        | [ # 83 ]  |
| 19  | 나일 호란         | 2016년 10월 15일 | 2        | [ # 84 ]  |
| 20  | 방탄소년단        | 2016년 10월 29일 | 2        | [ # 85 ]  |
| re  | 아리아나 그란데   | 2016년 11월 12일 | 2        | [ # 86 ]  |
| re  | 방탄소년단        | 2016년 11월 26일 | 1        | [ # 87 ]  |
| re  | 아리아나 그란데   | 2016년 12월 3일  | 1        | [ # 88 ]  |
| re  | 방탄소년단        | 2016년 12월 10일 | 3        | [ # 89 ]  |
| re  | 아리아나 그란데   | 2016년 12월 31일 | 1        | [ # 90 ]  |
| re  | 방탄소년단        | 2017년 1월 7일   | 3        | [ # 91 ]  |
| re  | 아리아나 그란데   | 2017년 1월 28일  | 1        | [ # 92 ]  |
| re  | 방탄소년단        | 2017년 2월 4일   | 8        | [ # 93 ]  |
| re  | 저스틴 비버       | 2017년 4월 1일   | 1        | [ # 94 ]  |
| re  | 방탄소년단        | 2017년 4월 8일   | 11       | [ # 95 ]  |
| re  | 아리아나 그란데   | 2017년 6월 24일  | 1        | [ # 96 ]  |
| re  | 방탄소년단        | 2017년 7월 1일   | 1        | [ # 97 ]  |
| re  | 저스틴 비버       | 2017년 7월 8일   | 1        | [ # 98 ]  |
| re  | 방탄소년단        | 2017년 7월 15일  | 1        | [ # 99 ]  |
| re  | 저스틴 비버       | 2017년 7월 22일  | 1        | [ # 100 ] |
| re  | 방탄소년단        | 2017년 7월 29일  | 41       | [ # 101 ] |

## 같이 보기
- 2011년 음악